# とやま香音ジュニア・コーラス
とやま香音ジュニア・コーラス（とやまかのんジュニアコーラス）は、日本の児童合唱団。

## 概要
富山県富山市にて活動する合唱団で、主な練習場所は富山市民芸術創造センター、メンバーは30名程度である。
音楽監督は古橋富士雄（日本合唱指揮者協会常任相談役 / NHK東京児童合唱団名誉指揮者）、代表は松下正樹（富山県合唱連盟理事長）、ピアニストは清水香里。

## 沿革
2006年に第一期生の募集開始から始まり、2009年度で活動を停止した『AUBADEジュニア・コーラス』が前身である
富山市芸術文化ホールへの出演など多くの実績があった。
2010年4月に『AUBADEジュニア・コーラス』メンバーの意志を継ぎ、父兄によるボランティアによる運営で独立した合唱団としてスタートした。結成1年後の2011年5月には第1回目の定期演奏会を開催するに至った。

## 活動
結成1年目から富山市ファミリーパークでの行事に出演した。また、2011年には新年を彩る「ニューイヤーＧＡＬＡコンサート2011＝富山市民文化事業団主催」へ出演し、東京フィルハーモニー交響楽団（佐藤正浩指揮）をはじめとする日本を代表する歌手・奏者との共演を果たした。結成2年目、「ラ・フォル・ジュルネ金沢2011」少年少女合唱フェスティバルに参加し、全国各地から参加した合唱団とともに本格的な音楽祭への初出演を果たす。2011年5月に行われた第1回定期演奏会「はじめてのこんさーと」の後、1年目に引き続き富山市ファミリーパークの催しや、「ウイークエンド・コンサート2011＝山室中部地区ふるさとづくり推進協議会・富山市民文化事業団・富山市主催」、また、「第11回富山県室内合唱コンサート＝富山県合唱連盟主催」にも参加する。2012年5月に、ラ・フォル・ジュルネ金沢2012ロシアの祭典」に出演し、ロシア語での参加や、「ウィーン少年合唱団富山公演＝富山県文化振興財団・富山県民会館主催」に歓迎演奏を務めた。
- 2011年1月 - 「ニューイヤーGALAコンサート2011」
- 2011年4月 - 「ラ・フォル・ジュルネ金沢2011」
- 2011年5月 - 定期演奏会「はじめてのこんさーと」
- 2011年6月 - 富山県合唱の祭典「小学校・中学校・少年少女コーラスフェスティバル」
- 2011年10月 - 「ウイークエンド・コンサート2011」
- 2012年1月 - 第11回富山県室内合唱コンサート
- 2012年5月 - 「ラ・フォル・ジュルネ金沢2012」
- 2012年5月 - 「ウィーン少年合唱団　富山公演」歓迎演奏

## 出演コンサート及び選曲履歴
「ホタルと夜とファミリーパーク」
- 2010年6月26日（土）富山市ファミリーパーク 自然体験センター
  - 指揮：古橋富士雄 ピアノ：清水香里 児童合唱：とやま香音ジュニア・コーラス

1. オープニング 世界も歌を歌ってる… 阪田寛夫・詞/山本直純・曲
2. 日本のわらべうた・民謡
  - いちでたちばな…佐賀県のわらべうた 林光・編曲
  - ほたるこい…秋田県のわらべうた 小倉朗・編曲
  - かりぼし切りうた…宮崎県民謡 小林秀雄・編曲
  - こきりこ…富山県民謡 小林秀雄・編曲
3. こどものための合唱組曲「お菓子のうた」…蓬莱泰三・詞/南安雄・曲
  - わたがし
  - チューイングガム
  - ソフトクリーム
  - たいやき
  - おせんべ
  - ポップコーン
4. クロージング いま生きる子どもマーチ…こわせ・たまみ・作詞/湯山昭・作曲

「悠久の森2010「森と語ろう」
- 2010年8月28日（土）富山市ファミリーパーク 自然体験センター前広場
  - 指揮：松下正樹 ピアノ：清水香里 児童合唱：とやま香音ジュニア・コーラス

1. オープニング 世界も歌を歌ってる… 阪田寛夫・詞/山本直純・曲
2. - 木をうえる… 谷川俊太郎・詞/木下牧子・曲
  - お馬にのって… 古橋富士雄/編曲
  - 海の底から… 伊藤敬子・詞/山本直純・曲
3. こどものための合唱組曲「お菓子のうた」…蓬莱泰三・詞/南安雄・曲
  - たいやき
  - ポップコーン
4. クロージング いま生きる子どもマーチ…こわせ・たまみ・作詞/湯山昭・作曲

「輝け! いのちの集い2010」
- 2010年9月23日（木）富山市ファミリーパーク 自然体験センター
  - 指揮：古橋富士雄 ピアノ：清水香里 児童合唱：とやま香音ジュニア・コーラス

1. オープニング 世界も歌を歌ってる… 阪田寛夫・詞/山本直純・曲
2. 木を植える… 谷川俊太郎・詞/木下牧子・曲
3. 児童合唱と管弦楽のための組曲「えんそく」…阪田寛夫・詞/山本直純・曲/山本純ノ助・補作
  - 光る
  - おべんとう
  - 城跡
4. 青い地球は誰のもの
5. クロージング いま生きる子どもマーチ…こわせ・たまみ・作詞/湯山昭・作曲
6. アンコール Ave Maria…カッチーニ 作曲/古橋富士雄 編曲

「こどもコーラス クリニック&コンサート」
- 2010年10月30日（土）砺波市立出町小学校 ランチルーム
  - 主催：とやま合唱創造、共催：北日本新聞社・富山県合唱連盟
  - 指揮：古橋富士雄 ピアノ：清水香里 児童合唱：とやま香音ジュニア・コーラス

1. こどものための合唱組曲「お菓子のうた」…蓬莱泰三・詞/南安雄・曲
  - たいやき
  - ソフトクリーム
  - ポップコーン

「とやま芸術パーク祭2010」
- 2010年11月7日（日）富山市民芸術創造センターリハーサル室
  - 主催：富山市民文化事業団、富山市
  - 指揮：古橋富士雄 ピアノ：清水香里 児童合唱：とやま香音ジュニア・コーラス

1. 3つのわらべうた …コダーイ 作曲
  - こうの鳥きたよ
  - 緑の森
  - エジェテム ベジェテム
2. Ave Maria … カッチーニ 作曲/古橋富士雄 編曲
3. 野ばら … ヴェルナー 作曲/古橋富士雄 編曲
4. お菓子のうた … 蓬莱泰三 作詞/南安雄 作曲
  - わたがし
  - チューインガム
  - ソフトクリーム
  - たいやき
  - おせんべ
  - ポップコーン